# Cirrhophanus nigrifer
Cirrhophanus nigrifer är en fjärilsart som beskrevs av Dyar 1907. Cirrhophanus nigrifer ingår i släktet Cirrhophanus och familjen nattflyn. Inga underarter finns listade i Catalogue of Life.